# Giovanni Vinci
Fabian Aichner (Tirol del Sur, Trentino-Alto Adigio, 21 de julio de 1990) es un luchador profesional italiano. Es conocido por haber trabajado para la empresa estadounidense WWE, donde se presentó bajo el nombre de Giovanni Vinci. También destacó por haber laborado en el circuito independiente europeo, en el que luchó como Adrian Severe. 
Entre sus logros, destaca un reinado como Campeón de Evolve. 

## Carrera

### Inicios (2011-2017)
Aichner debutó en la lucha libre en diciembre de 2011 para el New European Championship Wrestling (NEW). En 2012, Fabian luchó en las finales del Campeonato del mundo de peso pesado de NEW, pero al final no ganó ni el torneo ni el campeonato. En 2013, Fabian alcanzó de nuevo la final de un torneo en NEW, esta vez luchando en el torneo Deadline, pero una vez más no ganó el torneo; lo mismo sucedería en el torneo Deadline en 2014. Tras su regreso al circuito independiente luego del Clusierweight Classic, Fabian ganaría el Torneo de NEW por el título del Equipo de Etiqueta Mundial con Mexx. 
En 2014, Aichner venció a Chaos en la final del torneo King Of The North tournament. Al acabar el año, cage match lo colocó en el quinto puesto en los Premios de Fin de Año de Euro-Match des Jahres Cagematch. 
En 2017, Aichner luchó por la Federación Alemana de Lucha (GWF) y la Fuerza de Lucha Flamenca (FWF).

### WWE (2016-2025)
En junio de 2016, WWE anunció a Aichner como uno de los 32 participantes en el torneo Cruiserweight Classic. Fue seleccionado para representar a Italia durante el torneo. En la primera ronda del torneo, Aichner fue eliminado por Jack Gallagher. 
El 5 de junio de 2017, se anunció que Aichner había firmado un contrato con WWE. El 22 de junio, Aichner regresó a un evento en vivo NXT en un esfuerzo por perder contra Adrian Jaoude. Más tarde se reveló que Aichner había ganado casi 30 libras de músculo desde su aparición en el peso crucero clásico. Hizo su debut en televisión en el episodio del 27 de septiembre de NXT, perdiendo ante Kassius Ohno. Mientras estaba bajo contrato con WWE, hizo una aparición en Evolve 115 (que tiene una asociación con WWE), ganando el Campeonato Evolve de Shane Strickland. En Evolve 116, defendió con éxito el título contra Kassius Ohno. Sin embargo, perdió el título contra Austin Theory en Evolve 117 y actualmente está luchando en NXT UK y NXT en un equipo con Marcel Barthel como la «Unión Europea».

Vinci (izquierda) con Imperium en el evento Clash at the Castle, septiembre de 2022.

En NXT UK transmitido el 26 de marzo, junto a Marcel Barthel derrotaron a Ashton Smith y Oliver Carter. El 3 de septiembre de 2022, Aichner, ahora conocido como Giovanni Vinci, apareció en el evento Clash at the Castle del roster principal para unirse de nuevo a Gunther y Ludwig Kaiser y reformar a Imperium.
El 8 de febrero de 2025, Vinci fue liberado de su contrato por WWE.

## Campeonatos y logros
- Championship Of Wrestling

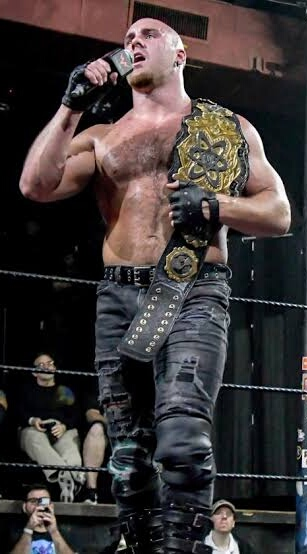
Aichner como Campeón Mundial de Evolve.

  - cOw Interstate Championship (1 vez)[4]

- Dansk Pro Wrestling
  - King Of The North Tournament (2014)[5]

- Evolve
  - Evolve Championship (1 vez)[6]

- New European Championship Wrestling
  - NEW Hardcore Championship (1 vez)[7]
  - NEW World Heavyweight Championship (2 veces)[8]
  - NEW World Tag Team Championship (1 vez) – con Mexx[9]
  - NEW World Tag Team Championship Tournament (2012) – con Mexx

- Power Of Wrestling
  - POW Tag Team Championship (1 vez) – con James Mason[10]

- World Wrestling Entertainment/WWE
  - NXT Tag Team Championship (2 veces) - con Marcel Barthel

- Pro Wrestling Illustrated
  - Situado en el N°283 en los PWI 500 de 2016
  - Situado en el N°338 en los PWI 500 de 2018
  - Situado en el N°323 en los PWI 500 de 2019
  - Situado en el N°238 en los PWI 500 de 2020